# Xerochrysum bracteatum
A Xerochrysum bracteatum a fészkesvirágzatúak (Asterales) rendjébe és az őszirózsafélék (Asteraceae) családjába tartozó faj.

## Előfordulása
A Xerochrysum bracteatum eredeti előfordulási területe az egész Ausztrália, beleértve Tasmaniát is.
Az ember a Föld számos részére széthordta; ilyen helyek: a Brit-szigetek, a kontinentális Európa - kivéve Skandináviát, az egykori Németalföldet, Svájcot és a Balkán-félszigetet -, Törökország, Etiópia, India, Kelet-Ázsia néhány legkeletibb partjai, Dél-Amerika északnyugati része, Kuba és az Amerikai Egyesült Államokbeli Massachusetts állam.

## Képek

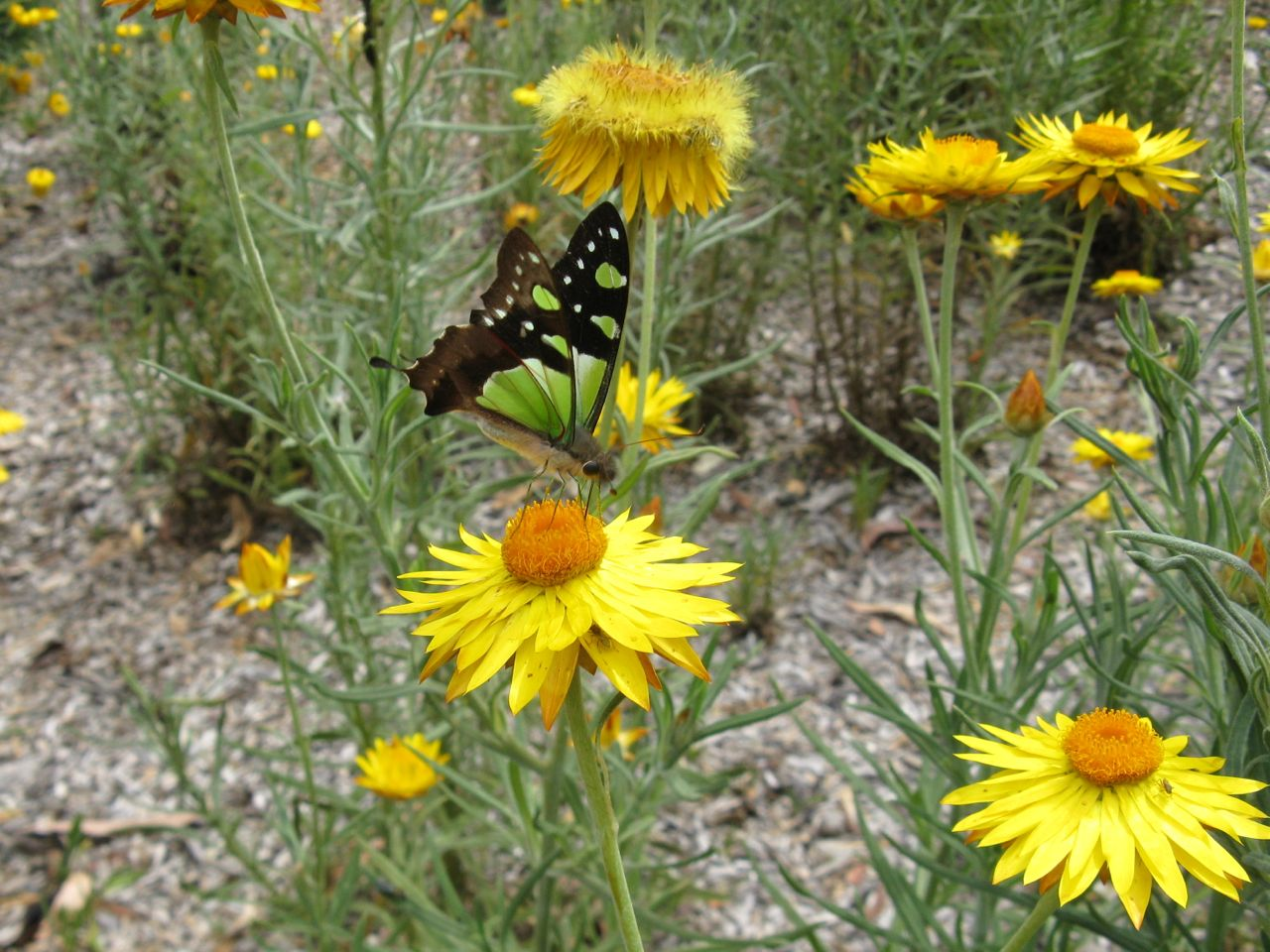
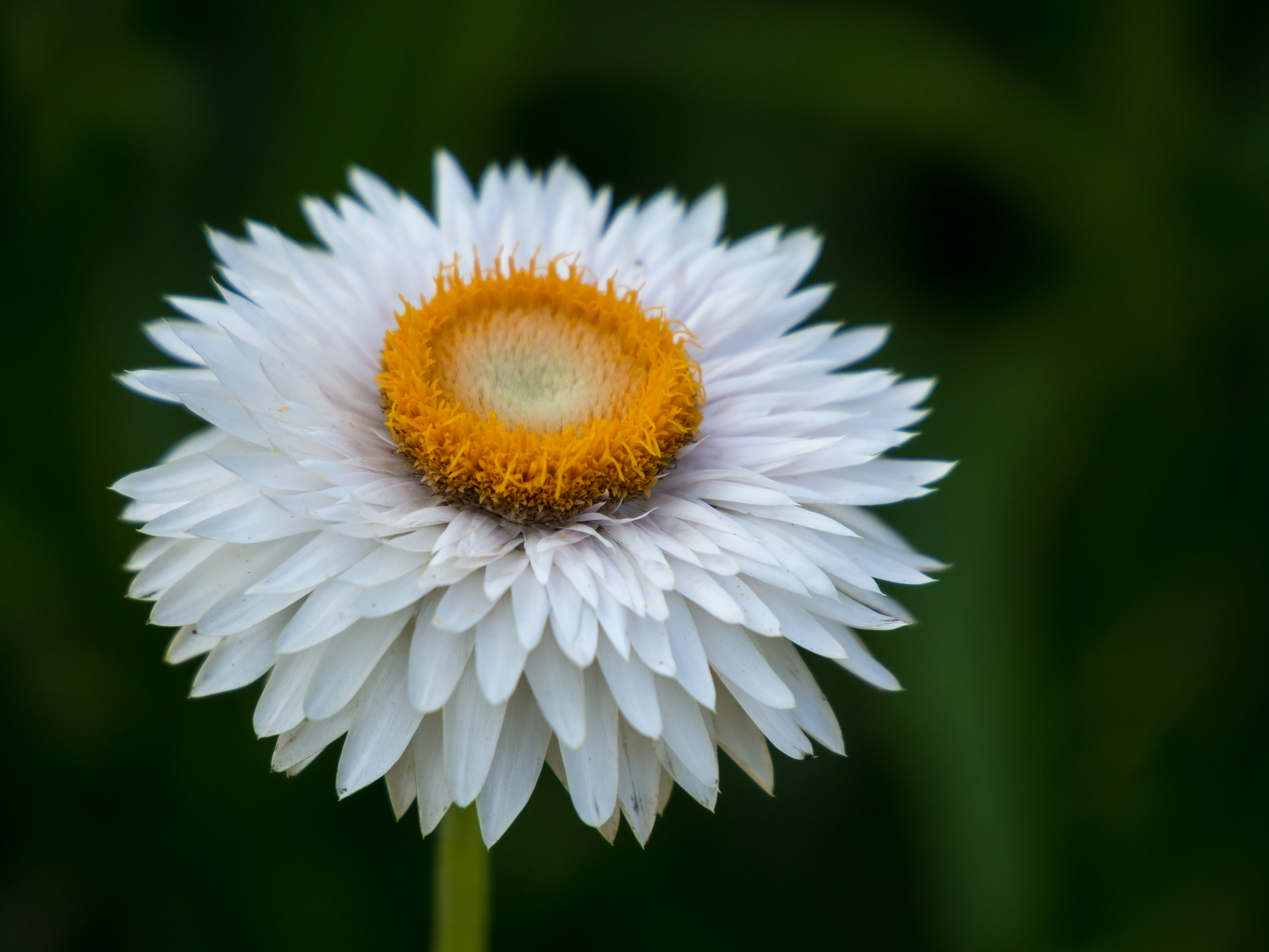
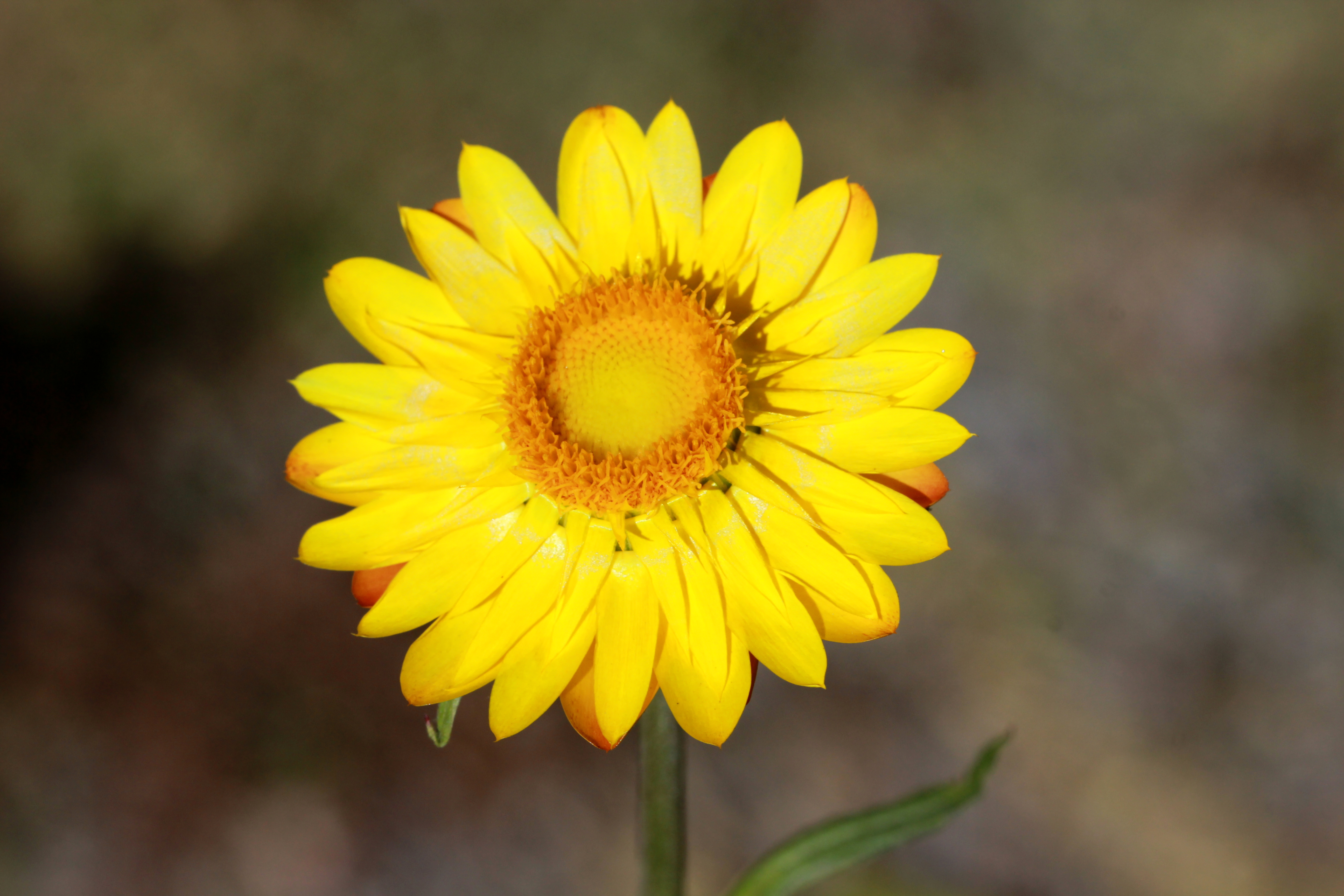
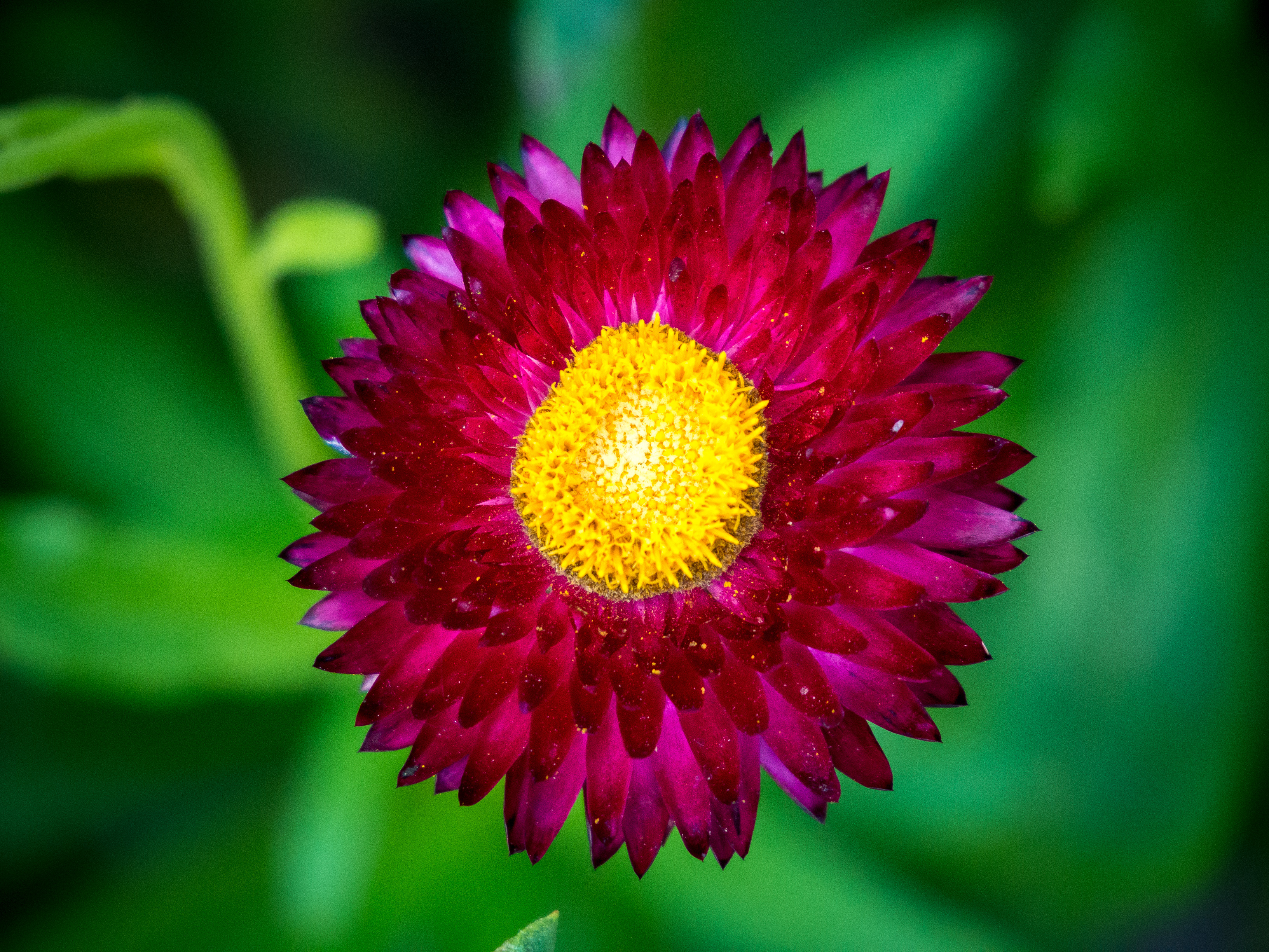
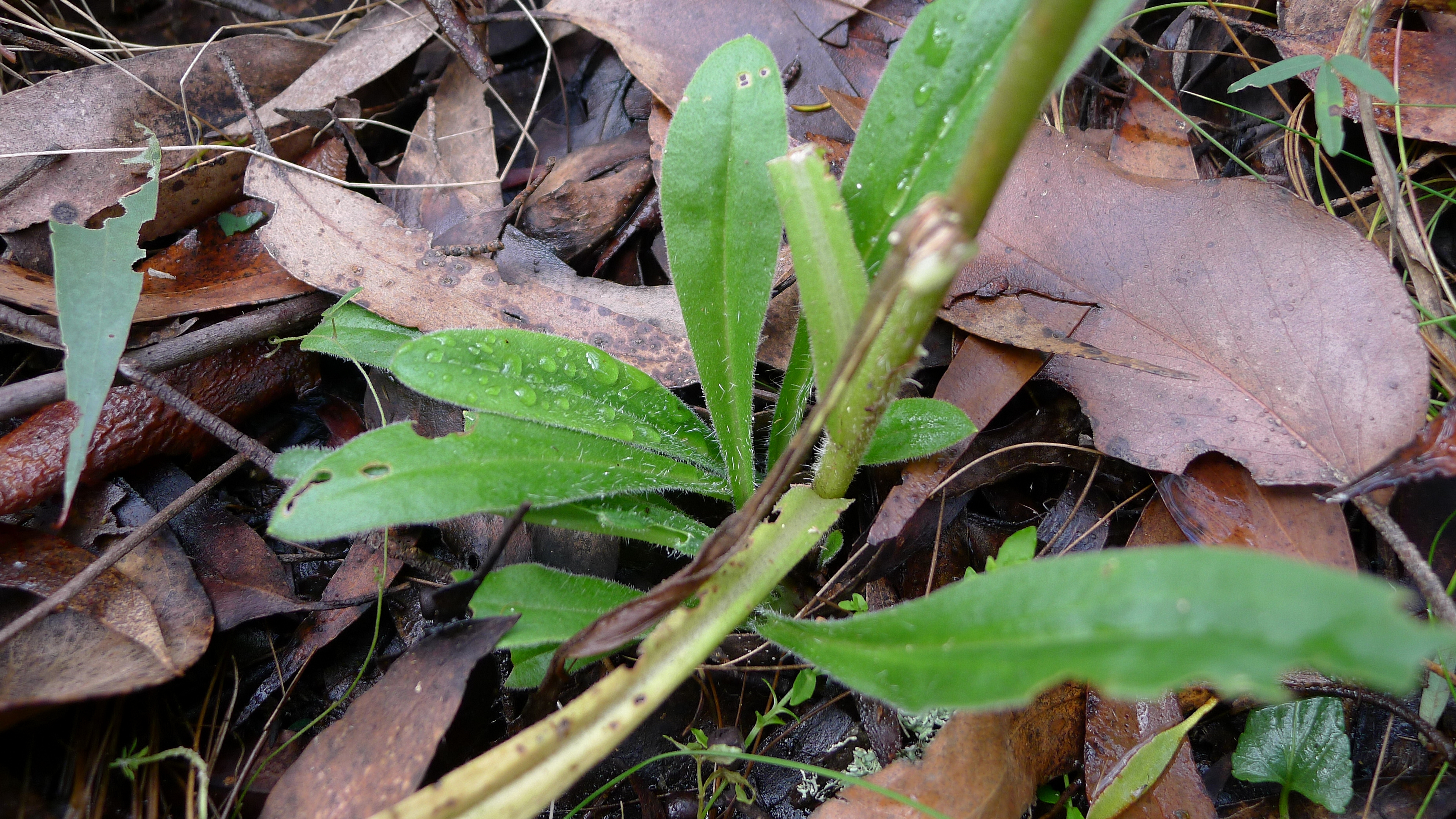

## Megjelenése
Általában felálló szárú évelő növény, de vannak egyéves példányai is. A Xerochrysum bracteatum általában 20-80 centiméter magas, de néha 3 méteres bokorrá is kinőheti magát; a tengerpartokon, ahol nagyobb szelek vannak, eldőlve nő. A többi őszirózsaféléhez képest, vastag szárú. A zöld szárat szőrzet borítja. A lándzsás levelei 1,5-10 centiméter hosszúak és 0,5-2 centiméter szélesek; ezeket is szőrzet borítja. A 3-7 centiméter átmérőjű virágai a természetben sárgák vagy fehérek; az ember vöröses és lilás változatokat is kialakított.